# Saint-Aquilin-de-Pacy
Saint-Aquilin-de-Pacy era una comuna francesa situada en el departamento de Eure, de la región de Normandía, que el uno de enero de 2017 pasó a ser una comuna delegada de la comuna nueva de Pacy-sur-Eure al unirse con la comuna de Pacy-sur-Eure.

## Demografía
| Gráfica de evolución demográfica de Saint-Aquilin-de-Pacy entre 1800 y 2014 |
|                                                                             |

Los datos demográficos contemplados en este gráfico de la comuna de Saint-Aquilin-de-Pacy se han cogido de 1800 a 1999 de la página francesa EHESS/Cassini, y los demás datos de la página del INSEE.